# Клиффорд, Маргарет
Маргарет Стэнли, графиня Дерби, урождённая леди Маргарет Клиффорд (англ. Margaret Stanley, Countess of Derby; 1540 — 29 сентября 1596) — английская аристократка, двоюродная племянница королевы Елизаветы I Тюдор. Одна из претенденток на корону Англии.

## Биография

### Родственные связи и роль в линии наследования
Маргарет Клиффорд была единственной дочерью Генри Клиффорда, 2-го графа Камберленд, от брака с леди Элеонорой Брэндон, дочерью Чарльза Брэндона, 1-го герцога Саффолка, и Марии Тюдор.
Мария Тюдор была младшей сестрой короля Генриха VIII, и её потомки упоминались в завещании короля, составленном в декабре 1546 года, как основные претенденты на корону Англии после детей самого Генриха. После смерти леди Элеоноры в 1547 году, место Маргарет в линии наследования было вслед за принцем Эдуардом, Марией, Елизаветой и детьми Фрэнсис Грей.
К началу правления Елизаветы I в 1558 году, в живых из всех наследников оставались леди Фрэнсис Грей, её дочери Катерина и Мария и леди Маргарет. Фрэнсис Грей умерла в 1559 году, а Катерина Грей — в 1568 году, её сыновей объявили незаконнорождёнными, так как её брак с Эдуардом Сеймуром, 1-м графом Хартфордом, был аннулирован. В 1578 году умерла бездетной и Мария Грей, и леди Маргарет стала первой в очереди на трон, но скончалась задолго до смерти Елизаветы.

### Ранние годы и замужество
Маргарет родилась в замке Бруэм в 1540 году. Помимо неё в семье было ещё двое сыновей, Генри и Чарльз, которые умерли в младенчестве. Её мать, Элеонора Брэндон, скончалась в 1547 году, и через несколько лет её отец, граф Камберленд, женился на леди Анне Дакр, от брака с которой у Маргарет было несколько единокровных братьев и сестёр.
Будучи родственницей короля и наследницей обширных владений на севере королевства, Маргарет была выгодной партией, и ещё в 1552 году Джон Дадли, 1-й герцог Нортумберленд, при посредничестве Эдуарда VI планировал сосватать её за своего сына, Гилфорда, рассчитывая с помощью этого брака упрочить своё влияние в северных графствах. Но Гилфорд был одним из младших сыновей герцога, и отец Маргарет, не сочтя его подходящим женихом, высказался против этого союза, невзирая на давление со стороны короля. Тем не менее позже по неизвестным причинам он согласился на брак Маргарет с братом Нортумберленда, Эндрю Дадли, о чём в июне 1553 года в своём донесении сообщал посол императора Карла V. Однако в июле того же года после смерти короля Эдуарда и короткого правления леди Джейн Грей к власти пришла Мария I Тюдор, и семейство Дадли оказалось в немилости.
7 февраля 1555 года с позволения новой королевы леди Маргарет Клиффорд вышла замуж за Генри Стэнли, унаследовавшего в 1572 году титул графа Дерби. Венчание состоялось в Уайтхолле, на нём присутствовали Мария и её супруг Филипп II Испанский.
В 1579 году за обсуждение возможной женитьбы герцога Алансонского на королеве Елизавете, Маргарет была арестована. Она была против этого брака, так как он представлял угрозу её правам на наследование английского престола. Тогда её обвинили в том, что посредством чёрной магии она пыталась предсказать, когда умрёт королева, и даже намеревалась отравить её. Уже одного предположения о смерти правящего монарха было достаточно для обвинения в государственной измене, что каралось смертью. Графиню поместили под домашний арест. Она написала сэру Фрэнсису Уолсингему, настаивая на своей невиновности и заявляя, что Уильям Рэндалл, ещё один обвиняемый в колдовстве, на самом деле её врач, живший с ней, потому как мог лечить «болезнь и слабость моего тела». Позже Рэндалл был казнён. Судебного разбирательства против графини не последовало, однако её ко всему прочему подозревали и в сочувствии католикам. Её отлучили от королевского двора, поместили под домашний арест и довольно часто перевозили от одного тюремщика к другому. Маргарет отправила несколько посланий Елизавете, жалуясь на то, как тяжело она переживает немилость её величества, а также страдает от требований кредиторов.
Леди Маргарет Стэнли скончалась 29 сентября 1596 года, по-прежнему пребывая в опале. Её место в линии наследования заняла её внучка, леди Анна Стэнли, старшая дочь Фердинандо. Но ни ей, ни её сёстрам не довелось взойти на трон Англии, так как преемником Елизаветы стал Яков I Стюарт, потомок Маргариты Тюдор.

## Дети
Дети Маргарет Клиффорд и Генри Стэнли:
- Эдуард Стэнли. Умер молодым.
- Фердинандо Стэнли, 5-й граф Дерби (ок. 1559 — 16 апреля 1594) — был женат на леди Элис Спенсер, младшей дочери сэра Джона Спенсера и Кэтрин Китсон.
- Уильям Стэнли, 6-й граф Дерби (ок. 1561 — 29 сентября 1642) — был женат на Элизабет де Вер, дочери Эдуарда де Вера, 17-го графа Оксфорда, и Энн Сесил.
- Фрэнсис Стэнли (р. 1562). Умер молодым.
- Марта Стэнли (р. 1565 — ?).

## Комментарии
1. ↑  Фрэнсис Грей и Элеонора Клиффорд упоминались только как матери наследников на тот случай, если Эдуард, Мария и Елизавета умрут бездетными. Тогда корона переходила к законным детям Фрэнсис и Элеоноры: на момент подготовки королевского завещания (конец декабря 1546 года) они были достаточно молоды и способны родить детей, вполне возможно, сыновей, которые могли в будущем унаследовать престол[3][4].